# Valentina Matvienko
Valentina Ivanovna Matvienko (în rusă Валентина Ивановна Матвиенко, n. 7 aprilie 1949) este un politician rus, președintele Consiliului Federației Ruse. În trecut, ea a fost primar al orașului Sankt-Petersburg. Valentina Matvienko a fost ambasadoarea Rusiei în Malta (1991 - 1995) și Grecia (1997 -1998). În decursul regimului comunist, a fost membru al Partidului Comunist din URSS.